# Liga Profesional Saudí
La Liga Profesional Saudí (en árabe: دوري المحترفين السعودي‎; en inglés, Saudi Pro League), conocida como Roshn Saudi League por motivos de patrocinio, es la máxima categoría de fútbol del sistema de ligas de Arabia Saudita. Está organizada por los clubes participantes a través de una asociación, la Liga Profesional, afiliada a la Federación de Fútbol de Arabia Saudita.
La competición se desarrolla desde agosto hasta mayo del siguiente año, con dieciocho clubes participantes bajo un sistema de todos contra todos a ida y vuelta. Desde la primera edición celebrada en 1976, siete equipos han resultado campeones; el más laureado es el Al-Hilal Saudi con 19 títulos, el último en la temporada 2023-24, seguido por el Al-Ittihad y el Al-Nassr con 9 cada uno.
Arabia Saudita forma parte de la Confederación Asiática de Fútbol y sus clubes pueden participar en la Liga de Campeones de Asia.

## Historia
El fútbol en Arabia Saudita comenzó a desarrollarse en la década de 1950, con la creación de la Federación de Fútbol de Arabia Saudita en 1956. Hasta entonces el país contaba con distintos torneos regionales de carácter amateur. En 1957 se estableció la Copa del Rey de Arabia, un nuevo campeonato que enfrentaba a los mejores equipos procedentes del sistema regional, y que durante dieciocho años fue la única competencia nacional.

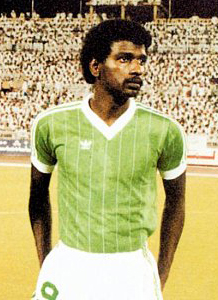
Majed Abdullah es el máximo goleador de la liga saudí con 189 goles en 194 partidos.

En 1974 la Federación organizó un torneo para establecer el sistema de ligas saudí, conocido como «Liga de Categorización», que deparó al Al-Hilal como primer campeón. La temporada inaugural de la máxima categoría, la edición 1975-76, contó con ocho rivales que procedían en su mayoría de Riad y Yeda. Con el paso del tiempo, el torneo vio ampliada su participación a diez equipos en 1981 y a doce en 1985. Estas medidas sirvieron para mejorar el nivel futbolístico de Arabia Saudita, cuya selección conquistó dos Copas Asiáticas en los años 1980.
A partir de la temporada 1990-91, la Federación renovó el campeonato para establecer un modelo de liga regular y play-off por el título entre los cuatro mejor clasificados, de forma similar a otras ligas asiáticas. Además se incentivó el fichaje de futbolistas extranjeros y la firma de contratos profesionales en todos los clubes. Este formato se mantuvo hasta la temporada 2007-08, en la que se recuperó el sistema tradicional y se sentaron las bases de la profesionalización. Desde ese mismo año, la liga saudí obtuvo cuatro plazas para la Liga de Campeones de la AFC.
En junio de 2023, el Fondo de Inversión Pública de Arabia Saudita se hizo con el control mayoritario de los cuatro clubes más importantes del país —Al-Ahli, Al-Ittihad, Al-Hilal y Al-Nassr— e impulsó la contratación de estrellas internacionales para incrementar la relevancia de la competición. Entre los futbolistas que han aceptado jugar en la liga saudí destacan nombres como Cristiano Ronaldo, Neymar, Karim Benzema, N'Golo Kanté, Roberto Firmino, Sadio Mané, Kalidou Koulibaly, Sergej Milinković-Savić, Riyad Mahrez, Seko Fofana, Jordan Henderson, Marcelo Brozović, Fabinho Tavares, Otávio, Aymeric Laporte, Édouard Mendy, Aleksandar Mitrović, Equi Fernandez, Yannick Carrasco y 
Yassine Bounou. El plan forma parte del marco estratégico Visión Saudí 2030 para mejorar la percepción del país en el exterior.

## Sistema de competición
La Liga Profesional Saudí (SPL) es un torneo organizado y regulado por los clubes participantes a través de una organización, la Liga Profesional, adscrita a la Federación de Fútbol de Arabia Saudita. Se disputa anualmente, empezando en agosto y terminando a finales de mayo del siguiente año, y en ella participan dieciocho equipos. La SPL representa la máxima categoría del sistema de ligas de fútbol saudí.
En la liga regular, los equipos se enfrentan todos contra todos en dos ocasiones —una en campo propio y otra en campo contrario— hasta sumar 34 jornadas. El orden de los encuentros se decide por sorteo antes de empezar la competición.
La clasificación final se establece con arreglo a los puntos totales obtenidos por cada equipo al finalizar el campeonato. Los equipos obtienen tres puntos por cada partido ganado, un punto por cada empate y ningún punto por los partidos perdidos. Si al finalizar el campeonato dos equipos igualan a puntos, los mecanismos para desempatar la clasificación son los siguientes:
1. El que tenga una mayor diferencia entre goles a favor y en contra según el resultado de los partidos jugados entre ellos.
2. El que tenga la mayor diferencia de goles a favor teniendo en cuenta todos los obtenidos y recibidos en el transcurso de la competición.
3. El que haya marcado más goles.

El equipo que más puntos sume al final del campeonato será proclamado campeón de Liga. Los tres últimos clasificados descienden a Primera División y son reemplazados por los tres mejores de la anterior edición en dicha categoría.
Arabia Saudita tiene tres cupos para la Liga de Campeones de Élite de la AFC. El campeón de liga, el segundo puesto y el campeón de la Copa del Rey de Campeones consiguen una plaza en la fase de liga, mientras que en la Liga de Campeones 2 de la AFC el tercer puesto de la liga clasifica a la fase de grupos de dicha competición.
Las cuestiones de justicia deportiva son competencia de la Federación de Fútbol de Arabia Saudita.

### Inscripción de futbolistas extranjeros
Desde la temporada 2023-24, los equipos sauditas pueden inscribir hasta ocho extranjeros por plantilla. En cada convocatoria pueden registrarse un máximo de siete foráneos, sin limitaciones para alinearlos durante los partidos.
La liga saudí permite la inscripción de futbolistas y entrenadores extranjeros desde 1978, si bien su contratación se ha generalizado a partir de los años 1990. Por el contrario, los clubes saudíes no suelen permitir que sus jugadores nacionales fichen por clubes extranjeros: su salida está restringida a cesiones con otras ligas nacionales, caso de Sami Al-Jaber en los Wolverhampton Wolves en 2000 o del acuerdo general con la liga española en la temporada 2018-19.

## Participantes
La Liga Profesional Saudí está compuesta por dieciocho clubes desde la temporada 2023-24. A lo largo de su historia el torneo ha contado con 38 participantes diferentes, de los cuales solo tres han participado en todas las ediciones: Al-Ittihad, Al-Hilal y Al-Nassr.

### Temporada 2025-26
| Al-Ahli Saudi                             | Yeda           | Matthias Jaissle    | Roberto Firmino        | Estadio Rey Abdalá               | 62 345 |
| Al-Ettifaq                                | Dammam         | Saad Al-Shehri      | Georginio Wijnaldum    | Príncipe Muhammad ibn Fahd       | 35 000 |
| Al-Fateh                                  | Hofuf          | José Gomes          | Mohammed Al-Fuhaid     | Príncipe Abdullah bin Jalawi     | 26 000 |
| Al-Fayha                                  | Al Majma'ah    | Pedro Emanuel       | Sami Al-Khaibari       | Ciudad Deportiva de Al Majma'ah  | 7 000  |
| Al-Hazem                                  | Ar Rass        | Jalel Kadri         | Abdulrahman Al-Dakheel | Estadio Al Hazm                  | 3 000  |
| Al-Hilal                                  | Riad           | Simone Inzaghi      | Kalidou Koulibaly      | Estadio Rey Fahd                 | 68 000 |
| Al-Ittihad                                | Yeda           | Laurent Blanc       | Karim Benzema          | Estadio Rey Abdalá               | 62 345 |
| Al-Khaleej                                | Saihat         | Georgios Donis      | Fábio Martins          | Príncipe Muhammad ibn Fahd       | 35 000 |
| Al-Kholood                                | Ar Rass        | Cosmin Contra       | Tareq Al-Kaebi         | Al-Hazem Club Stadium            | 8 000  |
| Al-Najma                                  | Unaizah        | Mário Silva         | Ziyad Al-Qahtani       | Department of Education Stadium  | 10 000 |
| Al-Nassr                                  | Riad           | Jorge Jesus         | Cristiano Ronaldo      | Estadio de la Universidad        | 25 000 |
| Al-Okhdood                                | Najrán         | Paulo Sérgio        | Hussain Al-Zabdani     | Príncipe Hathloul bin Abdul Aziz | 12 000 |
| Al-Qadisiyah                              | Kobhar         | Míchel              | Nacho Fernández        | Príncipe Abdullah bin Jalawi     | 20 000 |
| Al-Riyadh                                 | Riad           | Javier Calleja      | Knowledge Musona       | Príncipe Turki bin Abdul Aziz    | 15 000 |
| Al-Shabab Club                            | Riad           | Imanol Alguacil     | Gustavo Cuéllar        | Estadio Príncipe Faisal bin Fahd | 22 500 |
| Al-Taawoun                                | Buraidá        | Péricles Chamusca   | Aschraf El Mahdioui    | Estadio Rey Abdalá de Buraidá    | 25 000 |
| Damac Club                                | Khamis Mushait | Armando Evangelista | Farouk Chafaï          | Príncipe Sultán bin Abdulaziz    | 20 000 |
| Neom                                      | Tabuk          | Christophe Galtier  | Salman Al-Faraj        | King Khalid Sport City Stadium   | 12 000 |
| Datos actualizados al 14 de julio de 2025 |                |                     |                        |                                  |        |

## Historial
Desde la primera edición celebrada en 1976, siete equipos han resultado campeones; el más laureado es el Al-Hilal Saudi con dieciocho títulos, seguido por el Al-Ittihad y el Al-Nassr con nueve cada uno.
| Temporada                      | Campeón                                         | Subcampeón                                      | Notas                                           |
| Liga General Saudi             | Liga General Saudi                              | Liga General Saudi                              | Liga General Saudi                              |
| ------------------------------ | ----------------------------------------------- | ----------------------------------------------- | ----------------------------------------------- |
| 1966-67                        | Edición cancelada                               | Edición cancelada                               | Edición cancelada                               |
| 1967-68                        | Edición cancelada                               | Edición cancelada                               | Edición cancelada                               |
| 1968-69                        | Al-Ahli S. F. C. (1)                            | Al-Ettifaq Club                                 | Temporada de regiones, 4 equipos.               |
| 1969-70                        | Edición cancelada                               | Edición cancelada                               | Edición cancelada                               |
| Liga de Categorización         |                                                 |                                                 |                                                 |
| 1974-75                        | Al-Nassr F. C. (1)                              | Al-Hilal S. F. C.                               | Temporada de transición, 16 equipos.            |
| Liga Premier de Arabia Saudita |                                                 |                                                 |                                                 |
| 1975-76                        | Edición cancelada por la muerte del Rey Fáisal. | Edición cancelada por la muerte del Rey Fáisal. | Edición cancelada por la muerte del Rey Fáisal. |
| 1976-77                        | Al-Hilal S. F. C. (1)                           | Al-Nassr F. C.                                  | Sistema de todos contra todos, 8 equipos        |
| 1977-78                        | Al-Ahli S. F. C. (2)                            | Al-Nassr F. C.                                  | Ampliación a 10 equipos                         |
| 1978-79                        | Al-Hilal S. F. C. (2)                           | Al-Nassr F. C.                                  |                                                 |
| 1979-80                        | Al-Nassr F. C. (2)                              | Al-Hilal S. F. C.                               |                                                 |
| 1980-81                        | Al-Nassr F. C. (3)                              | Al-Hilal S. F. C.                               |                                                 |
| 1981-82                        | Al-Ittihad Club (1)                             | Al-Shabab Club                                  | Fase de grupos y play-off, 20 equipos           |
| 1982-83                        | Al-Ettifaq Club (1)                             | Al-Hilal S. F. C.                               | Reducción a 10 equipos                          |
| 1983-84                        | Al-Ahli S. F. C. (3)                            | Al-Ittihad Club                                 |                                                 |
| 1984-85                        | Al-Hilal S. F. C. (3)                           | Al-Shabab Club                                  | Ampliación a 12 equipos                         |
| 1985-86                        | Al-Hilal S. F. C. (4)                           | Al-Ittihad Club                                 |                                                 |
| 1986-87                        | Al-Ettifaq Club (2)                             | Al-Hilal S. F. C.                               |                                                 |
| 1987-88                        | Al-Hilal S. F. C. (5)                           | Al-Ettifaq Club                                 |                                                 |
| 1988-89                        | Al-Nassr F. C. (4)                              | Al-Shabab Club                                  |                                                 |
| 1989-90                        | Al-Hilal S. F. C. (6)                           | Al-Ahli S. F. C.                                |                                                 |
| 1990-91                        | Al-Shabab Club (1)                              | Al-Nassr F. C.                                  | Temporada regular y play-off por el título      |
| 1991-92                        | Al-Shabab Club (2)                              | Al-Ettifaq Club                                 |                                                 |
| 1992-93                        | Al-Shabab Club (3)                              | Al-Hilal S. F. C.                               |                                                 |
| 1993-94                        | Al-Nassr F. C. (5)                              | Al-Riyadh S. C.                                 |                                                 |
| 1994-95                        | Al-Nassr F. C. (6)                              | Al-Hilal S. F. C.                               |                                                 |
| 1995-96                        | Al-Hilal S. F. C. (7)                           | Al-Ahli S. F. C.                                |                                                 |
| 1996-97                        | Al-Ittihad Club (2)                             | Al-Hilal S. F. C.                               |                                                 |
| 1997-98                        | Al-Hilal S. F. C. (8)                           | Al-Shabab Club                                  |                                                 |
| 1998-99                        | Al-Ittihad Club (3)                             | Al-Ahli S. F. C.                                |                                                 |
| 1999-00                        | Al-Ittihad Club (4)                             | Al-Ahli S. F. C.                                |                                                 |
| 2000-01                        | Al-Ittihad Club (5)                             | Al-Nassr F. C.                                  |                                                 |
| 2001-02                        | Al-Hilal S. F. C. (9)                           | Al-Ittihad Club                                 |                                                 |
| 2002-03                        | Al-Ittihad Club (6)                             | Al-Ahli S. F. C.                                |                                                 |
| 2003-04                        | Al-Shabab Club (4)                              | Al-Ittihad Club                                 |                                                 |
| 2004-05                        | Al-Hilal S. F. C. (10)                          | Al-Shabab Club                                  |                                                 |
| 2005-06                        | Al-Shabab Club (5)                              | Al-Hilal S. F. C.                               |                                                 |
| 2006-07                        | Al-Ittihad Club (7)                             | Al-Hilal S. F. C.                               |                                                 |
| 2007-08                        | Al-Hilal S. F. C. (11)                          | Al-Ittihad Club                                 | Sistema de todos contra todos                   |
| Liga Profesional Saudí         |                                                 |                                                 |                                                 |
| 2008-09                        | Al-Ittihad Club (8)                             | Al-Hilal S. F. C.                               |                                                 |
| 2009-10                        | Al-Hilal S. F. C. (12)                          | Al-Ittihad Club                                 |                                                 |
| 2010-11                        | Al-Hilal S. F. C. (13)                          | Al-Ittihad Club                                 | Ampliación a 14 equipos                         |
| 2011-12                        | Al-Shabab Club (6)                              | Al-Ahli S. F. C.                                |                                                 |
| 2012-13                        | Al-Fateh S. C. (1)                              | Al-Hilal S. F. C.                               |                                                 |
| 2013-14                        | Al-Nassr F. C. (7)                              | Al-Hilal S. F. C.                               |                                                 |
| 2014-15                        | Al-Nassr F. C. (8)                              | Al-Ahli S. F. C.                                | Equipo invicto sin ser campeón                  |
| 2015-16                        | Al-Ahli S. F. C. (4)                            | Al-Hilal S. F. C.                               |                                                 |
| 2016-17                        | Al-Hilal S. F. C. (14)                          | Al-Ahli S. F. C.                                |                                                 |
| 2017-18                        | Al-Hilal S. F. C. (15)                          | Al-Ahli S. F. C.                                |                                                 |
| 2018-19                        | Al-Nassr F. C. (9)                              | Al-Hilal S. F. C.                               | Ampliación a 16 equipos                         |
| 2019-20                        | Al-Hilal S. F. C. (16)                          | Al-Nassr F. C.                                  |                                                 |
| 2020-21                        | Al-Hilal S. F. C. (17)                          | Al-Shabab Club                                  |                                                 |
| 2021-22                        | Al-Hilal S. F. C. (18)                          | Al-Ittihad Club                                 |                                                 |
| 2022-23                        | Al-Ittihad Club (9)                             | Al-Nassr F. C.                                  |                                                 |
| 2023-24                        | Al-Hilal S. F. C. (19)                          | Al-Nassr F.C.                                   | Ampliación a 18 equipos, equipo invicto         |
| 2024-25                        | Al-Ittihad Club (10)                            | Al-Hilal S. F. C.                               |                                                 |

## Palmarés
| Club           | Títulos | Subcampeonatos | Años de los campeonatos                                                                                          |
| -------------- | ------- | -------------- | --- |
| Al-Hilal Saudi | 19      | 15             | 1977, 1979, 1985, 1986, 1988, 1990, 1996, 1998, 2002, 2005, 2008, 2010, 2011, 2017, 2018, 2020, 2021, 2022, 2024 |
| Al-Ittihad     | 10      | 8              | 1982, 1997, 1999, 2000, 2001, 2003, 2007, 2009, 2023, 2025                                                       |
| Al-Nassr       | 9       | 8              | 1975, 1980, 1981, 1989, 1994, 1995, 2014, 2015, 2019                                                             |
| Al-Shabab      | 6       | 6              | 1991, 1992, 1993, 2004, 2006, 2012                                                                               |
| Al-Ahli Saudi  | 4       | 9              | 1969 ,1978, 1984, 2016                                                                                           |
| Al-Ettifaq     | 2       | 3              | 1983, 1987 |
| Al-Fateh       | 1       | -              | 2013 |
| Al-Riyadh      | -       | 1              | 1994 |

### Títulos por ciudad
| Ciudad  | Títulos | Clubes                                     |
| ------- | ------- | ------------------------------------------ |
| Riad    | 34      | Al-Hilal (19), Al-Nassr (9), Al Shabab (6) |
| Yeda    | 13      | Al-Ittihad (10), Al-Ahli (3)               |
| Dammam  | 2       | Al-Ettifaq (2)                             |
| Al-Hasa | 1       | Al-Fateh (1)                               |

## Máximos goleadores

### Máximos goleadores por temporada
| Temporada | Máximo goleador                              | Club                        | Goles |
| --------- | -------------------------------------------- | --------------------------- | ----- |
| 1975-76   | Mohammad S. Abdeli                           | Al-Nassr                    | 13    |
| 1976-77   | Nasser Eid                                   | Al-Qadisiya                 | 12    |
| 1977-78   | Motamad Khojali                              | Al-Ahli Jeddah              | 14    |
| 1978-79   | Majed Abdullah                               | Al-Nassr                    | 18    |
| 1979-80   | Majed Abdullah                               | Al-Nassr                    | 17    |
| 1980-81   | Majed Abdullah                               | Al-Nassr                    | 21    |
| 1981-82   | Khalid Al-Ma'ajil                            | Al-Shabab                   | 22    |
| 1982-83   | Majed Abdullah                               | Al-Nassr                    | 14    |
| 1983-84   | Hussam Abu Dawood                            | Al-Ahli Jeddah              | 14    |
| 1984-85   | Hathal Dosari                                | Al-Hilal                    | 15    |
| 1985-86   | Majed Abdullah                               | Al-Nassr                    | 15    |
| 1986-87   | Mohammad Suwaidi                             | Al-Ittihad Jeddah           | 17    |
| 1987-88   | Khalid Al-Ma'ajil                            | Al-Shabab                   | 12    |
| 1988-89   | Majed Abdullah                               | Al-Nassr                    | 19    |
| 1989-90   | Sami Al-Jaber                                | Al-Hilal                    | 16    |
| 1990-91   | Fahad Al-Mehallel                            | Al-Shabab                   | 20    |
| 1991-92   | Saeed Al-Owairan                             | Al-Shabab                   | 16    |
| 1992-93   | Sami Al-Jaber                                | Al-Hilal                    | 18    |
| 1993-94   | Moussa N'Daw                                 | Al-Hilal                    | 15    |
| 1994-95   | Fahd Al-Hamdan                               | Al-Riyadh                   | 15    |
| 1995-96   | Ohene Kennedy                                | Al-Nassr                    | 14    |
| 1996-97   | Ahmed Bahja                                  | Al-Ittihad Jeddah           | 21    |
| 1997-98   | Sulaiman Al-Hadaithy                         | Al-Najma                    | 15    |
| 1998-99   | Obeid Al-Dosari                              | Al Wehda                    | 20    |
| 1999-2000 | Hamzah Idris Falatah                         | Al-Ittihad Jeddah           | 33    |
| 2000-01   | Paulo Jorge da Silva                         | Al-Ettifaq                  | 13    |
| 2001-02   | Sergio Ricardo                               | Al-Ittihad Jeddah           | 16    |
| 2002-03   | Carlos Tenorio                               | Al-Nassr                    | 15    |
| 2003-04   | Godwin Attram Kandia Traoré                  | Al-Shabab Al-Hilal          | 15    |
| 2004-05   | Mohammed Manga                               | Al-Shabab                   | 15    |
| 2005-06   | Essa Al-Mehyani                              | Al Wehda                    | 16    |
| 2006-07   | Godwin Attram                                | Al-Shabab                   | 13    |
| 2007-08   | Nasser Al-Shamrani                           | Al-Shabab                   | 18    |
| 2008-09   | Nasser Al-Shamrani Hicham Aboucherouane      | Al-Shabab Al-Ittihad Jeddah | 12    |
| 2009-10   | Mohammad Al-Shalhoub                         | Al-Hilal                    | 12    |
| 2010-11   | Nasser Al-Shamrani                           | Al-Shabab                   | 17    |
| 2011-12   | Nasser Al-Shamrani Victor Simões de Oliveira | Al-Shabab Al-Ahli Jeddah    | 21    |
| 2012-13   | Sebastián Tagliabúe                          | Al-Shabab                   | 19    |
| 2013-14   | Nasser Al-Shamrani                           | Al-Hilal                    | 21    |
| 2014-15   | Omar Al Soma                                 | Al-Ahli Jeddah              | 22    |
| 2015-16   | Omar Al Soma                                 | Al-Ahli Jeddah              | 27    |
| 2016-17   | Omar Al Soma                                 | Al-Ahli Jeddah              | 24    |
| 2017-18   | Ronnie Fernández                             | Al-Fayha                    | 13    |
| 2018-19   | Abderazak Hamdallah                          | Al-Nassr                    | 34    |
| 2019-20   | Abderazak Hamdallah                          | Al-Nassr                    | 29    |
| 2020-21   | Bafétimbi Gomis                              | Al-Hilal                    | 24    |
| 2021-22   | Odion Ighalo                                 | Al-Hilal                    | 24    |
| 2022-23   | Abderazak Hamdallah                          | Al-Ittihad Jeddah           | 21    |
| 2023-24   | Cristiano Ronaldo                            | Al-Nassr                    | 35    |
| 2024-25   | Cristiano Ronaldo                            | Al-Nassr                    | 25    |

### Máximos goleadores históricos
- Actualizado el 10 de julio de 2025
| Rank | Jugador              | Goles | P.D. | Primera | Última | Clubes                                      |
| ---- | -------------------- | ----- | ---- | ------- | ------ | ------------------------------------------- |
| 1    | Majed Abdullah       | 189   | 194  | 1977    | 1997   | Al-Nassr                                    |
| 2    | Nasser Al-Shamrani   | 167   | 301  | 2003    | 2019   | Al-Wehda, Al-Shabab, Al-Hilal, Al-Ittihad   |
| 3    | Omar Al-Somah        | 154   | 193  | 2014    | 2025   | Al-Ahli                                     |
| 4    | Abderrazak Hamdallah | 150   | 162  | 2018    | 2025   | Al-Nassr, Al-Ittihad, Al-Shabab             |
| 5    | Fahd Al-Hamdan       | 120   | 252  | 1984    | 2000   | Al-Riyadh                                   |
| 6    | Yasser Al-Qahtani    | 112   | 206  | 2000    | 2018   | Al-Qadsiah, Al-Hilal                        |
| 7    | Mohammad Al-Sahlawi  | 111   | 257  | 2005    | 2022   | Al-Qadsiah, Al-Nassr, Al-Shabab, Al-Taawoun |
| 8    | Sami Al-Jaber        | 101   | 268  | 1988    | 2007   | Al-Hilal                                    |
| 9    | Cristiano Ronaldo    | 99    | 111  | 2022    | 2025   | Al-Nassr                                    |
| 10   | Hamzah Idris Falatah | 96    | –    | 1992    | 2007   | Ohod, Al-Ittihad                            |

En negrita indica jugador aún activo en la Liga Profesional.

## Clasificación histórica
Actualizado desde la instauración en 1975-76 hasta la finalizada temporada 2024-25.
| Pos. | Equipo       | Pts. | Títulos | Actualmente      |
| ---- | ------------ | ---- | ------- | ---------------- |
| 1    | Al-Hilal     | 2222 | 19      | Liga Profesional |
| 2    | Al-Nassr     | 1938 | 9       | Liga Profesional |
| 3    | Al-Ittihad   | 1888 | 10      | Liga Profesional |
| 4    | Al-Ahli      | 1780 | 4       | Liga Profesional |
| 5    | Al-Shabab    | 1746 | 6       | Liga Profesional |
| 6    | Al-Ettifaq   | 1399 | 2       | Liga Profesional |
| 7    | Al-Wehda     | 955  | 0       | Liga Príncipe    |
| 8    | Al-Qadisiyah | 893  | 0       | Liga Profesional |
| 9    | Al-Raed      | 641  | 0       | Liga Príncipe    |
| 10   | Al-Taawoun   | 619  | 0       | Liga Profesional |
| 11   | Al-Fateh     | 595  | 1       | Liga Profesional |
| 12   | Al-Riyadh    | 577  | 0       | Liga Profesional |
| 13   | Al-Tai       | 550  | 0       | Liga Príncipe    |
| 14   | Al-Faisaly   | 421  | 0       | Liga Príncipe    |
| 15   | Al-Nahda     | 261  | 0       | Tercera División |
| 16   | Al-Fayha     | 246  | 0       | Liga Profesional |
| 17   | Damac        | 238  | 0       | Liga Profesional |
| 18   | Al-Najma     | 233  | 0       | Liga Profesional |
| 19   | Khaleej      | 232  | 0       | Liga Profesional |
| 20   | Najran       | 212  | 0       | Segunda División |
| 21   | Al-Hazem     | 207  | 0       | Liga Profesional |
| 22   | Abha         | 206  | 0       | Liga Príncipe    |
| 23   | Al-Batin     | 171  | 0       | Liga Príncipe    |
| 24   | Al-Shoulla   | 163  | 0       | Segunda División |
| 25   | Al-Ansar     | 162  | 0       | Tercera División |
| 26   | Ohod         | 144  | 0       | Segunda División |
| 27   | Hajer        | 105  | 0       | Segunda División |
| 28   | Al-Orobah    | 76   | 0       | Liga Príncipe    |
| 29   | Al-Okhdood   | 67   | 0       | Liga Profesional |
| 30   | Al-Adalah    | 49   | 0       | Liga Príncipe    |
| 31   | Al-Kholood   | 40   | 0       | Liga Profesional |
| 32   | Al-Rawdhah   | 39   | 0       | Segunda División |
| 33   | Al-Watani    | 37   | 0       | Tercera División |
| 34   | Al-Kawkab    | 36   | 0       | Segunda División |
| 35   | Sdoos        | 30   | 0       | Cuarta División  |
| 36   | Al-Jabalain  | 27   | 0       | Liga Príncipe    |
| 37   | Al-Ain       | 20   | 0       | Segunda División |
| 38   | Okaz         | 9    | 0       | Cuarta División  |
| 39   | Al-Arabi     | 6    | 0       | Liga Príncipe    |
| 40   | Jeddah       | 4    | 0       | Liga Príncipe    |
| 41   | Heraa        | 0    | 0       | Cuarta División  |